# Транспортна асоціація
Транспортна асоціація — це юридичне та організаційне об'єднання місцевих органів влади та/або транспортних компаній у формі асоціації для спільного та скоординованого управління місцевим громадським транспортом (ÖPNV). 

## Базові поняття
Основними цілями є:
- єдина система цін на проїзд, так званий тариф,
- асортимент квитків, який визнається всіма транспортними компаніями і є максимально уніфікованим (для особливо великих міст можуть залишатися винятки, наприклад, через вищі міські тарифи або спеціальні абонементні пропозиції),
- узгоджені розклади руху,
- видання спільних розкладів руху,
- уникнення дублювання номерів маршрутів у межах транспортної зони,
- єдиний колір транспортних засобів,
- єдині знаки на автобусних зупинках та
- забезпечення зв'язку між службами всіх транспортних компаній.

Для всіх транспортних асоціацій це означає, що на їхній території (як правило, регіон) всі види транспорту всіх операторів можуть використовуватися для місцевих пасажирських перевезень за однаковим тарифом, тобто за одним квитком. Крім того, слід уникати паралельних перевезень (тобто перевезень між тими самими зупинками на тому самому маршруті різними видами транспорту), наскільки це можливо. В останні роки спостерігається помітна тенденція до створення більших взаємопов'язаних територій, де все частіше узгоджуються перехідні тарифи.

### Надрегіональні тарифні системи
У деяких федеральних землях Німеччини та Австрії створені загальнодержавні транспортні асоціації, в Німеччині частково діють державні тарифи.
Подібні структури існують і в національній системі оплати проїзду в Нідерландах. OV-chipkaart, чіп-картка, яка використовується для оплати проїзду, дійсна для всіх поїздів, трамваїв, поїздів метро, автобусів і багатьох поромів. В Ізраїлі w:en:Rav-Kav — це платіжна система, подібна до нідерландської, а також загальнонаціональна система оплати проїзду різними перевізниками та видами транспорту.
У Великій Британії існують відповідні організації під назвою Passenger Transport Executive.

### Міжміські перевезення
В Австрії, Швейцарії, Нідерландах та інших країнах всіма поїздами можна користуватися за допомогою федерального або національного місцевого транспортного квитка. Однак винятки іноді становлять міжнародні поїзди далекого прямування та швидкісні поїзди. У Німеччині поїзди далекого прямування, як правило, не об'єднані в транспортні асоціації, але на деяких ділянках поїзди IC курсують з додатковим номером поїзда як RE, тому їх також можна використовувати з квитками асоціації.

## Проблеми

### Межі асоціації
Хоча транспортні об'єднання часто є вигідними для пасажирів на території об'єднання, це може бути невигідним, якщо ви хочете бути мобільними, користуючись громадським транспортом між об'єднаннями, або живете на прикордонній території об'єднання. Багато об'єднань уклали угоди про співпрацю з сусідніми об'єднаннями або іншими транспортними компаніями, що працюють там, і пропонують перехідні тарифи на проїзд. Тим не менш, це питання все ще залишається проблематичним, оскільки поїздки часто закінчуються на кордоні об'єднання (принцип замовлення), а потреба в мобільності — ні.

### Прозорість тарифної системи
Численні асоціації використовують диференційовані системи тарифів з великою кількістю різних квиткових продуктів, що може ускладнити вибір квитка, який є достатнім і водночас найбільш економічно вигідним для конкретного маршруту, особливо для немісцевих користувачів, які не мають або мають неповний досвід роботи з місцевою системою тарифів і квитками. Для цієї групи додаткові невизначеності можуть виникати через різні правила у відповідній домашній та місцевій мережі, наприклад, щодо перевезення дітей, велосипедів і собак або перевірки квитків.
Завдяки доступному пошуку сполучення з автоматичною рекомендацією квитків і бронюванням через додатки та онлайн-пропозиції асоціацій, а також завдяки таким технологіям, як реєстрація/виїзд, вищезгадані аспекти загалом стали менш важливими.

### Наскрізна тарифікація
Наскрізне тарифоутворення означає, що пасажир купує лише один квиток на весь маршрут і може користуватися кількома видами транспорту, особливо в об'єднаннях з інтеграцією SPNV. Однак часто трапляється, що ціна за кілометр на коротких відстанях є набагато вищою, ніж на довгих. Така дегресивна структура тарифів призводить до втрат, пов'язаних зі збільшенням довжини маршруту. Це так звані наскрізні тарифні втрати. 

## Державні асоціації

### Європейський Союз
Відповідна директива ЄС (1370/2007) про місцевий громадський транспорт застосовується однаково. Метою цієї директиви є відкриття громадського транспорту для конкуренції. Однак, оскільки реальна конкуренція не має сенсу і багато маршрутів місцевого громадського транспорту не можуть експлуатуватися на основі покриття витрат, але подальша експлуатація є бажаною і юридично необхідною в контексті надання послуг загального інтересу, директива реалізується шляхом створення пакетів маршрутів, які виставляються на тендер; звісно, також визначаються додаткові критерії, як-от якість транспортних засобів тощо. Контракт присуджується — з урахуванням звичних критеріїв, як-от технічна компетентність і надійність — компанії, яка подає найвищу пропозицію обслуговування або вимагає найнижчу субсидію.

### Німеччина

Мапа транспортних асоціацій Німеччини

У Німеччині транспортне об'єднання — це юридичне та організаційне об'єднання регіональних органів влади у формі асоціації спеціального призначення, тобто районів або незалежних міст, історично також іноді з транспортними компаніями регіону, для спільного та скоординованого впровадження місцевого громадського транспорту (ÖPNV). Зазвичай вони існують у формі товариства з обмеженою відповідальністю, акціонерами якого є райони або міста, а часто і відповідна федеральна земля.
Першим німецьким транспортним об'єднанням є Vereinigte Dampfschifffahrts-Verwaltungen (VDV) на Боденському озері, засноване в 1860-х роках. Це також найстаріше у світі об'єднання, яке включало всі види місцевого транспорту, що діяли на той час у даній місцевості (залізниця, кораблі).

#### Транспортна асоціація/спільнота
На відміну від транспортної асоціації, транспортне об'єднання — це співпраця транспортних компаній-учасників. З огляду на законодавчі вимоги на європейському рівні, які в принципі передбачають проведення тендерів на надання послуг громадського транспорту, слід очікувати, що в середньостроковій перспективі після закінчення терміну дії наявних концесій на маршрути транспортних об'єднань більше не виникне.

#### Тарифна асоціація/спільнота
Тарифне об'єднання або тарифне співтовариство гарантує лише єдиний тариф, іноді лише взаємне визнання квитків. Зміна законодавчої бази, як і у випадку з транспортними співтовариствами, призведе до того, що в середньостроковій перспективі тарифні співтовариства в чистому вигляді більше не існуватимуть.